# グッゲンハイム・フェロー
グッゲンハイム・フェロー (Guggenheim Fellowships) とは、1925年に創設された、ジョン・サイモン・グッゲンハイム記念財団が「芸術における、助成金を受けるのにふさわしい優れた能力を実証した、あるいは、卓越した創造力を発揮した」人々に授与している助成金 (grant) である。グッゲンハイム・フェローの受賞者には、後にノーベル賞、ピューリッツァー賞などの著名な賞を受賞した者が数多くいる。創設者のジョン・サイモン・グッゲンハイムは、マイアー・グッゲンハイムの子である。
毎年、財団は以下の2つの部門について受賞者を決定している。
- アメリカ合衆国・カナダの市民および永住者
- ラテンアメリカ・カリブ海地域の市民および永住者

舞台芸術は除外されるが、作曲家・映画監督・振付師は対象となる。フェローシップは学生を受賞対象としておらず、本を出版した作家のような「中堅の上級専門家」を対象としている。フェローシップの目的は、フェローに「可能な限り創造的な自由を持って仕事をすることができる時間の塊」を与えることであるので、フェローは適切と思うものに対してお金を使うことができるが、彼らはまた「実質的に彼らの通常の義務から自由になる」べきである。応募者は履歴書 (curriculum vitae) やキャリア・ポートフォリオなどを提出する必要がある。
財団は、毎年3,500から4,000の申請を受けている。毎年約175名のフェローシップが授与される。助成金の額は様々であり、フェローの他の収入および計画の目的と範囲を考慮してフェローのニーズに合わせ、調整される。2008年のカナダとアメリカのコンペティションにおける助成金の平均の額は、約43,200ドルだった。

## グッゲンハイム・フェローの受賞者の一覧
| 1920年代 |        |        |        |        |        | 1925年 | 1926年 | 1927年 | 1928年 | 1929年 |
| 1930年代 | 1930年 | 1931年 | 1932年 | 1933年 | 1934年 | 1935年 | 1936年 | 1937年 | 1938年 | 1939年 |
| 1940年代 | 1940年 | 1941年 | 1942年 | 1943年 | 1944年 | 1945年 | 1946年 | 1947年 | 1948年 | 1949年 |
| 1950年代 | 1950年 | 1951年 | 1952年 | 1953年 | 1954年 | 1955年 | 1956年 | 1957年 | 1958年 | 1959年 |
| 1960年代 | 1960年 | 1961年 | 1962年 | 1963年 | 1964年 | 1965年 | 1966年 | 1967年 | 1968年 | 1969年 |
| 1970年代 | 1970年 | 1971年 | 1972年 | 1973年 | 1974年 | 1975年 | 1976年 | 1977年 | 1978年 | 1979年 |
| 1980年代 | 1980年 | 1981年 | 1982年 | 1983年 | 1984年 | 1985年 | 1986年 | 1987年 | 1988年 | 1989年 |
| 1990年代 | 1990年 | 1991年 | 1992年 | 1993年 | 1994年 | 1995年 | 1996年 | 1997年 | 1998年 | 1999年 |
| 2000年代 | 2000年 | 2001年 | 2002年 | 2003年 | 2004年 | 2005年 | 2006年 | 2007年 | 2008年 | 2009年 |
| 2010年代 | 2010年 | 2011年 | 2012年 | 2013年 | 2014年 | 2015年 | 2016年 | 2017年 | 2018年 | 2019年 |
| 2020年代 | 2020年 | 2021年 | 2022年 | 2023年 | 2024年 |        |        |        |        |        |